# Darbres
 Darbres  es una población y comuna francesa, ubicada en la región de Ródano-Alpes, departamento de Ardèche, en el distrito de Privas y cantón de Villeneuve-de-Berg.

## Demografía
| 234 | 190 | 190 | 168 | 213 | 212 |
| Para los censos de 1962 a 1999 la población legal corresponde a la población sin duplicidades (Fuente: INSEE [Consultar]) |     |     |     |     |     |

En 2009 eran 152 habitantes.